# Чернолесье (Сахалинская область)
Чернолесье — упразднённый посёлок в Александровск-Сахалинском районе Сахалинской области России. На момент упразднения входил в состав Владимирского сельсовета. Исключен из учётных данных в 1973 году.

## География
Посёлок находился в центре района, на реке Чернолесенка  (приток реки Арково), на расстоянии приблизительно в 45 км (по прямой) к югу от города Александровск-Сахалинский.

## История
Русское старожильческое село основано в 1894 году. Вероятно, оно было заброшено к 1910 году. В переписи 1926 года не учтено.
В 1937 году информации о его существовании нет.
Упразднен решением Сахалинского облисполкома от 10.04.1973 № 161.

## Население
По данным переписи 1959 года в посёлке проживало 303 человека.